# Budismo en Mongolia
El budismo es la religión tradicional y predominante de Mongolia y, en general, de la etnia mongol. A diferencia de otras naciones asiáticas que desarrollaron su propia forma de budismo (budismo chino, japonés, tailandés, tibetano, etc.) los mongoles practican el budismo tibetano también conocido como lamaísmo. De hecho el término dalái lama es de origen mongol. 
La religión tradicional de los pueblos mongoles fue el chamanismo, que aún influye en la cultura mongola y en su budismo, y es practicado por una minoría dentro de Mongolia. Sin embargo, el budismo tibetano es la religión tradicional y predominante seguida por el 93% de la población. Fue en 1578 cuando el militar mongol Altan Kan decidió aliarse con los lamas budistas tibetanos para promover el Budismo tibetano en el Imperio mongol y fue, finalmente, coronado emperador. El budismo tibetano fue la religión oficial del Imperio mongol con su propio líder espiritual, llamado Jebtsundamba Kutuktu. 
El octavo Jebtsundamba Kutuktu fue declarado Emperador de Mongolia en 1920 después de la independencia de China, pero su título no duró mucho pues fue reemplazado rápidamente por el gobierno comunista de la República Popular de Mongolia. Robert Rupen calcula que había 110.000 monjes budistas en Mongolia, que en algunas ocasiones ejercían como gobernantes políticos, y cerca de 250.000 personas viviendo en territorios pertenecientes al clero budista. Un profundo anticlericalismo siguió a la revolución comunista y miles de monjes fueron encarcelados, torturados y ejecutados por el gobierno comunista mongol. 
A pesar de esto, el Dalái lama realizó visitas a Mongolia en 1979 y 1982 todavía bajo régimen comunista. En 1992 el comunismo cayó en Mongolia y fue reemplazado por un gobierno democrático parlamentario, declarado Estado laico -por lo que oficialmente no patrocina ninguna religión- pero aun así, el gobierno mongol financia la restauración de monasterios budistas por su valor histórico. Tras la caída del comunismo hubo un fuerte resurgimiento del budismo y de la identidad budista mongol. 
Si bien la constitución de Mongolia garantiza la libertad de culto, y existen minorías de chamanistas, cristianos, musulmanes e hindúes, muchos mongoles consideran al budismo tibetano como la religión tradicional del pueblo mongol. 
Además de por los habitantes de Mongolia, el budismo tibetano es practicado por los mongoles de Buriatia, Kalmukia, Tuvá y la República de Sajá, actuales repúblicas de la Federación Rusa que, igual que Mongolia, sufrieron la persecución del budismo por las autoridades comunistas cuando formaron parte de la Unión Soviética, y actualmente viven un resurgimiento del budismo. En la provincia autónoma china de Mongolia Interior, el Budismo tibetano también es la religión mayoritaria pero, como en el caso de Tíbet, sufre fuerte represión estatal.(¿cita?)